# Distretto di Pangani
Il distretto di Pangani è un distretto della Tanzania situato nella regione di Tanga. È suddiviso in 14 circoscrizioni (wards) e conta una popolazione di 75 642 abitanti (censimento 2022).

## Suddivisione amministrativa
Il distretto è diviso nelle seguenti circoscrizioni (wards), tra parentesi gli abitanti (censimento 2022):
1. Bushiri (4 127)
2. Bweni (1 493)
3. Kimang'a (4 739)
4. Kipumbwi (12 268)
5. Madanga (3 705)
6. Masaika (5 046)
7. Mikinguni (5 963)
8. Mkalamo (6 881)
9. Mkwaja (6 663)
10. Mwera (6 059)
11. Pangani Magharibi (8 179)
12. Pangani Mashariki (4 157)
13. Tungamaa (3 101)
14. Ubangaa (3 261)